# Dmitrij Nikolaevič Medvedev
Dmitrij Nikolaevič Medvedev (Brjansk, 22 agosto 1898 – Mosca, 14 dicembre 1954) è stato un militare sovietico.
È stato uno dei leader del partito bolscevico. Agì nella Russia orientale e in Ucraina.

## Biografia
Medvedev nacque il 22 agosto 1898 in una famiglia di operai metallurgici. Durante la guerra civile russa si unì all'Armata Rossa e nel 1920 aderì al partito sovietico. Tra il 1920 e il 1935 lavorò nella Čeka, nell'OGPU e nel NKVD nell'Ucraina sovietica.
Nel 1936 Medvedev fu inviato dalla NKVD come agente dei servizi segreti sovietici sotto copertura. Nel 1938 tornò in Unione Sovietica e gli fu affidato il comando NKVD del dipartimento del Norillag, un laboratorio scientifico gulag a Noril'sk. Pochi mesi dopo Medvedev fu licenziato dalla NKVD ufficialmente per "ingiustificata chiusura delle indagini penali" contro i prigionieri politici del gulag.
Nel 1939 Medvedev si ritirò e si stabilì a Mosca.
Nell'estate del 1941, un paio di giorni dopo l'invasione tedesca dell'Unione Sovietica, fu re-inserito nel NKVD come ufficiale, e inviato nel suo paese natio, Brjansk, per organizzare una resistenza via terra dietro le linee nemiche. Tra il settembre 1941 e il gennaio 1942 Medvedev organizzò con successo un paio di unità guerrigliera nelle regioni di Brjansk, Smolensk, Orël e Mahilëŭ.
Durante la primavera del 1942 fu dato un nuovo incarico a Medvedev: organizzare una unità di partigiani dietro le linee nemiche nell'Ucraina occupata dai nazisti.
A giugno la sua unità di guerriglia, chiamata Pobediteli (I vittoriosi), fu paracadutata a Žytomyr, regione ucraina. Tra il giugno del 1942 e il marzo del 1944 le unità di Medvedev operarono nelle regioni Rivne e Leopoli. Le attività della guerriglia erano principalmente sabotaggi, omicidi e spionaggi ai danni della Wehrmacht.
Il 5 novembre 1944 Medvedev fu insignito del titolo di Eroe dell'Unione Sovietica.
Dopo la guerra andò in pensione e, da leggenda dell'Unione Sovietica, scrisse nel 1948 il libro Accadde presso Rovno. Le sue memorie sono state dedicate alla storia del suo commilitone, l'agente dell'Intelligence Sovietica Nikolai Kuznetsov.
Medvedev morì a Mosca nel 1954.